# QFET

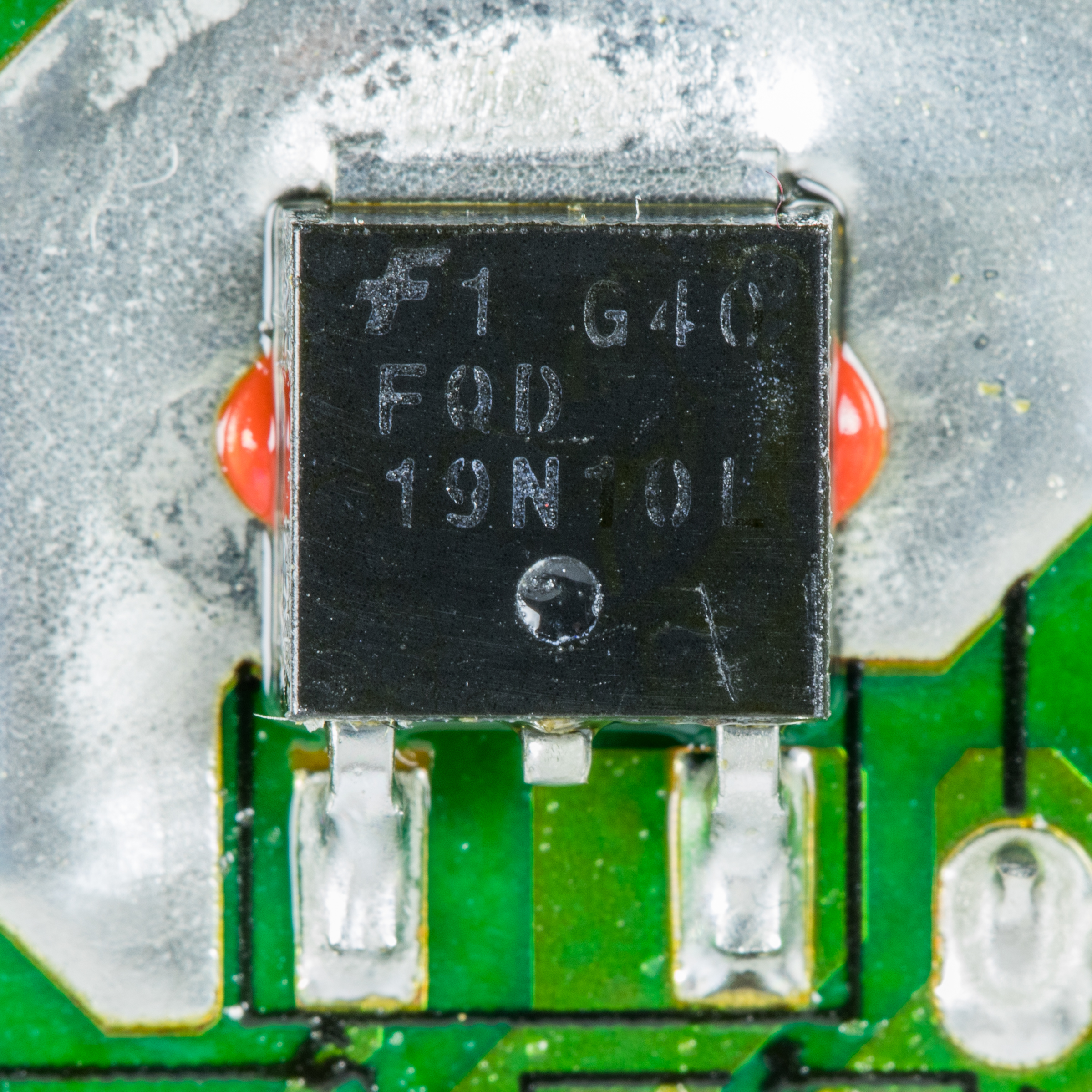
Fairchild FQD19N10 - MOSFET QFET de canal N 100 V, 15,6 A, 100 mΩ

Un transistor d'efecte de camp quàntic (QFET) o transistor d'efecte de camp de pou quàntic (QWFET) és un tipus de MOSFET (transistor d'efecte de camp d'òxid de metall i semiconductor)  que aprofita el quàntic túnel per augmentar considerablement la velocitat de funcionament del transistor eliminant l'àrea de conducció d'electrons del transistor tradicional que normalment fa que els portadors s'alenteixin en un factor de 3000. El resultat és un augment de la velocitat lògica en un factor de 10 amb una reducció simultània del requisit de potència i la mida dels components també en un factor de 10. Aconsegueix aquestes coses mitjançant un procés de fabricació conegut com a processament tèrmic ràpid (RTP) que utilitza capes ultrafines de materials de construcció.
Les lletres "QFET" també existeixen actualment com a nom de marca registrada d'una sèrie de MOSFET produïts per Fairchild Semiconductor (compilats el novembre de 2015) que contenen una tecnologia patentada de metall-òxid-semiconductor (DMOS) de doble difusió, però que, de fet, no ho són., basat en quàntics (la Q en aquest cas significa "qualitat").

## Estructura i funcionament del dispositiu
Exemples moderns de transistors d'efecte de camp quàntic integren estructures tradicionals als MOSFET convencionals i utilitzen molts dels mateixos materials. Els transistors MOSFET consisteixen en materials dielèctrics, com ara SiO2, i portes metàl·liques. Les portes metàl·liques estan aïllades de la capa dielèctrica de la porta, la qual cosa condueix a una resistència d'entrada molt alta. Consta de tres terminals, la font (o entrada), el drenatge (o sortida) i la porta, els MOSFET poden controlar el flux de corrent mitjançant una tensió aplicada (o la seva manca) al terminal de la porta, que altera la barrera de potencial entre les capes i permet (o desactiva) el flux de càrrega.
Els terminals de font i drenatge estan connectats a regions dopades del MOSFET, aïllades per la regió del cos. Aquestes són regions de tipus p o n, amb els dos terminals del mateix tipus i oposats a la del tipus de cos. Si el MOSFET és un MOSFET de canal n, tant les regions d'origen com de drenatge són n+ i el cos és una regió p. Si el MOSFET és un MOSFET de canal p, tant les regions d'origen com de drenatge són p+ i el cos és una regió n. En un MOSFET de canal n, els electrons porten la càrrega a través de la regió de la font, i els forats porten les càrregues a la font de MOSFET de canal p.
Les estructures de FET normalment es construeixen gradualment, capa per capa, utilitzant una varietat de tècniques com l'epitaxia de feix molecular, l'epitaxia en fase líquida i l'epitaxia en fase de vapor, un exemple és la deposició química de vapor. Els MOSFET típics es construeixen a escala de micres. El gravat químic humit es pot utilitzar per crear capes de gruix de 3 μm o més, mentre que les tècniques de gravat en sec es poden utilitzar per aconseguir capes a escala nanomètrica. Quan el gruix de la capa s'acosta als 50 nanòmetres o menys, la longitud d'ona de Broglie de la capa s'aproxima a la d'un electró termalitzat i les relacions convencionals d'energia-impuls per als semiconductors a granel ja no estan operatives.
Les capes de semiconductors ultrafines s'utilitzen en la producció de QFET, els intervals de banda dels quals són més petits que els dels materials circumdants. En el cas d'un QFET de pou quàntic unidimensional, es fa créixer una capa semiconductora a nanoescala entre dues capes aïllants. La capa semiconductora té un gruix d, i els portadors de càrrega d'electrons estan atrapats en un pou de potencial. Aquests electrons, i els seus forats corresponents, tenen nivells d'energia discrets que es troben resolent l'equació de Schrödinger independent del temps, tal com es mostra:
{\displaystyle E_{q}={\hbar ^{2}(q\pi /d)^{2} \over 2m},q=1,2,3,...}
Els portadors de càrrega es poden activar (o desactivar) aplicant un potencial al terminal de la porta que coincideixi amb el nivell d'energia corresponent. Aquests nivells d'energia depenen del gruix de la capa semiconductora i de les propietats del material. Un candidat prometedor de semiconductors per a la implementació de QFET, InGaAs, té una longitud d'ona de Broglie d'uns 50 nanòmetres. Es poden aconseguir espais més grans entre els nivells d'energia reduint el gruix d de la capa. En el cas d'InGaAs, s'han aconseguit longituds de capes d'uns 20 nanòmetres. A la pràctica, es produeixen pous quàntics tridimensionals, amb les dimensions del pla de la capa, d2 i d3 , sent molt més grans en mida relativa. La relació energia-impuls electrònic corresponent es descriu per
{\displaystyle E=E_{c}+{\hbar ^{2}k_{1}^{2} \over 2m_{c}}+{\hbar ^{2}k_{2}^{2} \over 2m_{c}}+{\hbar ^{2}k_{3}^{2} \over 2m_{c}}}.
Els k valors d'aquesta relació corresponen a {\displaystyle {q_{1}\pi  \over d_{1}},{q_{2}\pi  \over d_{2}},} i {\displaystyle {q_{3}\pi  \over d_{3}}}, que són les magnituds dels vectors d'ona en cada dimensió.
Els QFET orquestrats amb cables quàntics confinen de manera similar els portadors de càrrega d'electrons en un pou potencial, però la naturalesa de la seva forma geomètrica estreta permet que un fabricant atrapa els electrons en dues dimensions. Els cables quàntics són essencialment canals en un sistema 1D, que proporcionen un confinament més estricte del portador i un flux de corrent previsible.
Els MOSFET tradicionals, construïts amb una capa de diòxid de silici a la part superior d'un substrat de silici, funcionen creant una unió pn esbiaixada, que es pot polaritzar cap endavant o inversament en presència d'una tensió aplicada positiva o negativa, respectivament. En efecte, aplicar una tensió redueix l'alçada de la barrera de potencial entre les regions p i n i permet que la càrrega flueixi en forma de "forats" carregats positivament i electrons carregats negativament.
Els QFET d'unió única utilitzen el túnel quàntic per augmentar la velocitat eliminant l'àrea de conducció electrònica, que frena els portadors fins a 3000 vegades.

## Teoria i aplicació a instruments òptics
El comportament dels blocs de construcció dels QFET es pot descriure per les lleis de la mecànica quàntica. En les estructures de semiconductors quàntics, la presència de portadors de càrrega (forats i electrons) es quantifica per la densitat d'estats. Per al cas del pou quàntic tridimensional, sovint construït com una capa plana de gruix entre 2 nm i 20 nm, la densitat d'estats {\displaystyle \rho _{c}(E)} s'obté a partir d'un vector bidimensional {\displaystyle (k_{2}={q_{2}\pi  \over d_{2}},k_{3}={q_{3}\pi  \over d_{3}})}, que correspon a l'àrea en el pla de la capa. Des del {\displaystyle E-k} relació,
{\displaystyle E=E_{c}+{\hbar ^{2}k_{1}^{2} \over 2m_{c}}+{\hbar ^{2}k_{2}^{2} \over 2m_{c}}+{\hbar ^{2}k_{3}^{2} \over 2m_{c}}}, és possible demostrar-ho {\displaystyle {dE \over dk}=\hbar ^{2}k/m_{c}}, i així
{\displaystyle \rho _{c}(E)={\begin{cases}{m_{c} \over \pi \hbar ^{2}d_{1}},\\0,\end{cases}}q_{1}=1,2,3,....}
De la mateixa manera, els vectors d'ona descriuen l'energia dels nanofils unidimensionals, però a causa de la seva geometria només un vector k, {\displaystyle k_{z}}, es necessita per modelar l'energia cinètica del moviment lliure al llarg de l'eix del cable:
{\displaystyle E(k_{z})={\hbar ^{2}k_{z}^{2} \over 2m_{c}}}
Es pot utilitzar un model d'energia més precís per quantificar l'energia dels electrons confinats en dues dimensions. Es pot suposar que el cable té una secció transversal rectangular de d 1 d 2, donant lloc a una nova relació energia-moment:
{\displaystyle E=E_{c}+{\hbar ^{2}(q_{1}\pi /d_{1})^{2} \over 2m_{c}}+{\hbar ^{2}(q_{2}\pi /d_{2})^{2} \over 2m_{c}}+{\hbar ^{2}k^{2} \over 2m_{c}}}, on k és la component vectorial al llarg de l'eix del cable.
Els cables quàntics bidimensionals també poden tenir forma cilíndrica, amb diàmetres comuns que cauen al voltant de 20 nm.
En el cas dels punts quàntics, que es limiten a una sola dimensió, l'energia es quantifica encara més:
{\displaystyle E=E_{c}+{\hbar ^{2}(q_{1}\pi /d_{1})^{2} \over 2m_{c}}+{\hbar ^{2}(q_{2}\pi /d_{2})^{2} \over 2m_{c}}+{\hbar ^{2}(q_{3}\pi /d_{3})^{2} \over 2m_{c}}}
Les propietats geomètriques dels punts quàntics varien, però les partícules típiques de punts quàntics tenen dimensions entre 1 nm i 50 nm. A mesura que el moviment dels electrons es restringeix encara més amb cada quantització dimensional successiva, les subbandes de les bandes de conducció i valència es fan més estretes.

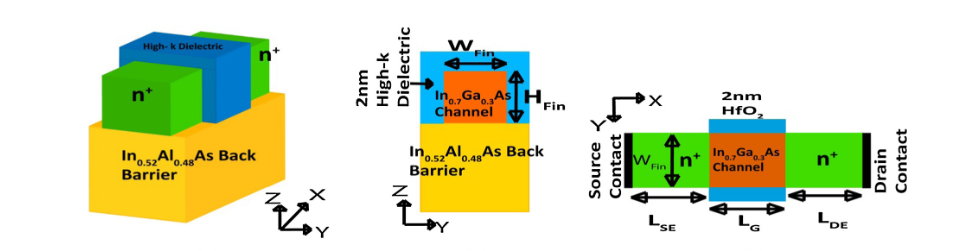
MOSFET de pou quàntic de tres portes III-V (Datta, K. i Khosru, Q.)

Tots els semiconductors tenen una estructura de banda de conducció i valència única. En els semiconductors de banda intercalada directa, les energies mínimes de la banda de conducció i les energies màximes de la banda de valència es produeixen al mateix nombre d'ona k, corresponent al mateix moment. Els QFET amb estructures de pou quàntic tenen bandes de conducció que es divideixen en nombroses subbandes, que corresponen als seus nombres quàntics adequats q = 1, 2, 3,... i ofereixen una densitat d'estats més alta en la seva banda de conducció més baixa permesa i els nivells d'energia de banda de valència més alts permesos que els MOSFET, cosa que condueix a propietats interessants, especialment en les seves característiques òptiques i aplicacions. Per als dispositius de pou quàntic utilitzats en díodes làser, els fotons interaccionen amb electrons i forats mitjançant transicions entre les bandes de valència i conducció. Les transicions de les interaccions de fotons en els semiconductors de pou quàntic es regeixen pels buits d'energia entre subbandes, a diferència del buit d'energia general dels semiconductors clàssics.

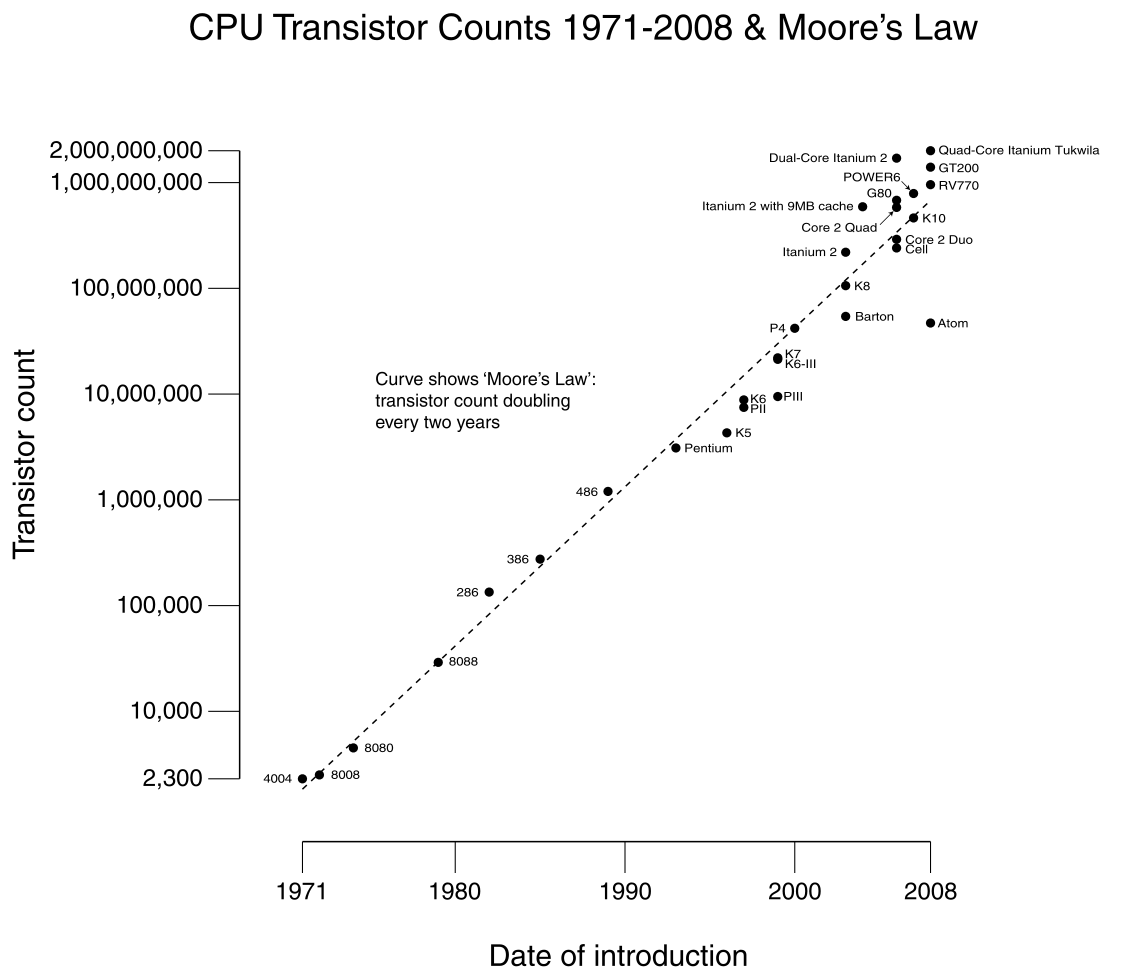

## Motivació
El disseny conceptual d'un transistor d'efecte de camp (FET) va ser formulat per primera vegada l'any 1930 per JE Lilienfeld. Des de l'arribada del primer FET de silici 30 anys després, la indústria electrònica ha vist un creixement exponencial ràpid i previsible tant de la densitat de transistors com de la capacitat de processament d'informació. Aquest fenomen, conegut com a llei de Moore, fa referència a l'observació que el nombre de transistors que es poden col·locar en un circuit integrat es duplica aproximadament cada dos anys.
Els FET quàntics d'alta velocitat es van dissenyar per superar la tecnologia de 0,2 μm considerada com el límit pràctic de la tecnologia de semiconductors convencional. Així, els QFET augmenten la velocitat lògica en un factor deu i redueixen els requisits de potència i la mida del transistor en el mateix factor. Aquests augments ofereixen dispositius QFET per utilitzar-los en el desenvolupament d'eines d'automatització de disseny que es beneficien de baixa potència, mida petita i alta velocitat. Recentment, el transistor d'efecte de camp quàntic topològic (TQFET) ha obert un nou paradigma per a la commutació de baixa energia a causa de fenòmens quàntics intrínsecs. TQFET té la capacitat de superar la tirania de Boltzmann a causa de l'efecte Rahsba i l'efecte de la capacitat negativa i també promet una miniaturització mitjançant efectes de confinament quàntic.